# Джон Артур Джарвіс
Джон Артур Джарвіс (англ. John Arthur Jarvis ; 24 лютого 1872, Лестер — 9 травня 1933, Лондон) — британський плавець, дворазовий чемпіон літніх Олімпійських ігор 1900 року.
Він також виграв золоту медаль у складі команди з водного поло.
На Іграх Джарвіс брав участь у двох плавальних дисциплінах — у плаванні на 1000 та 4000 м вільним стилем. У кожній дисципліні він вигравав і півфінал, і фінал, отримавши дві золоті медалі.
Через шість років Джарвіс брав участь на неофіційних Олімпійських іграх, отримав срібну медаль у перегонах на одну милю вільним стилем, бронзу за 400 м вільним стилем та за естафету 4×250 м вільним стилем. Однак ці три медалі не визнаються Міжнародним олімпійським комітетом.
Ще через два роки він взяв участь в Олімпійських іграх. Він виграв чвертьфінал у запливі на 1500 м вільним стилем, але не фінішував у півфіналі.
У 1968 році Джарвіс був занесений до Міжнародної зали слави плавання як «Почесний плавець».